# Tamarindo
Tamarindo – miasto w Kostaryce, w prowincji Guanacaste. W mieście znajduje się port lotniczy Tamarindo.